# Lukas Gschwend
Lukas Gschwend (* 9. Dezember 1967 in Männedorf) ist ein Schweizer Rechtswissenschaftler. Er ist ordentlicher Professor für Rechtsgeschichte, Rechtssoziologie und Strafrecht an der Universität St. Gallen sowie Titularprofessor für Rechtsgeschichte und Rechtsphilosophie an der Universität Zürich.

## Leben
Gschwend studierte von 1986 bis 1992 Rechtswissenschaften an der Universität Zürich und schloss mit dem Lizentiat ab. Von 1992 bis 1995 arbeitete er als Wissenschaftlicher Assistent am Lehrstuhl für Rechtsgeschichte und Privatrecht, wobei er 1993 einen Forschungsaufenthalt am Max-Planck-Institut für ausländisches und internationales Strafrecht in Freiburg im Breisgau einschob. Zwei Jahre, von 1995 bis 1997, fungierte er als Ausserordentlicher Gerichtsschreiber am Bezirksgericht Gaster und See (Kanton St. Gallen).
Er promovierte 1996 an der Universität Zürich mit der Dissertation: «Zur Geschichte der Lehre von der Zurechnungsfähigkeit. Historisch-dogmatische Rhapsodien zur Frage der strafrechtlichen Verantwortlichkeit unter Mitberücksichtigung medizinhistorischer und wissenschaftsgeschichtlicher Aspekte». Danach war Lukas Gschwend von 1998 bis 2002 Lehrbeauftragter für Strafrecht und Rechtsgeschichte an der Universität Zürich. 2002 erfolgte seine Ernennung zum Privatdozenten für Rechtsgeschichte und Rechtsphilosophie an der Universität Zürich gestützt auf die Habilitationsschrift: «Der Studentenmord von Zürich. Eine kriminalhistorische und strafprozessanalytische Untersuchung über die unaufgeklärte Tötung des Studenten Ludwig Lessing aus Freienwalde (Preussen) am 4. November 1835. Zugleich ein Beitrag zur Erforschung der politischen Kriminalität im Vormärz». 2002 erfolgte seine Berufung als ausserordentlicher Professor für Rechtsgeschichte und Rechtssoziologie an die Universität St. Gallen. 2009 ernannte ihm die Universität Zürich zum Titularprofessor. Seit 2011 ist Gschwend Ordinarius an der Universität St. Gallen sowie Dekan der dortigen rechtswissenschaftlichen Fakultät («Law School»).
Am Juristentag 2006 wurde er zum Präsidenten der Rechtsquellenstiftung des Schweizerischen Juristenvereins gewählt.
Gschwend ist verheiratet und hat zwei Kinder.

## Werke (Auswahl)
- Zur Geschichte der Lehre von der Zurechnungsfähigkeit. Ein Beitrag insbesondere zur Regelung im Schweizerischen Strafrecht (= Zürcher Studien zur Rechtsgeschichte. Bd. 33). Schulthess, Zürich 1996, ISBN 3-7255-3434-9.
- Nietzsche und die Kriminalwissenschaften. Eine rechtshistorische Untersuchung der strafrechtsphilosophischen und kriminologischen Aspekte in Nietzsches Werk unter besonderer Berücksichtigung der Nietzsche-Rezeption in der deutschen Rechtswissenschaft (= Zürcher Studien zur Rechtsgeschichte. Bd. 36). Schulthess, Zürich 1999, ISBN 3-7255-3831-X.
- Der Studentenmord von Zürich. Eine kriminalhistorische und strafprozessanalytische Untersuchung über die unaufgeklärte Tötung des Studenten Ludwig Lessing aus Freienwalde (Preussen) am 4. November 1835. Zugleich ein Beitrag zur Erforschung der politischen Kriminalität im Vormärz. Verlag NZZ, Zürich 2002, ISBN 3-85823-933-X.
- (zusammen mit Marcel Senn) Rechtsgeschichte II. Juristische Zeitgeschichte. Schulthess, Zürich/Basel/Genf 2004, ISBN 3-7255-4732-7.
- (zusammen mit Marc Winiger) Die Abschaffung der Folter in der Schweiz (= Europäische Rechts- und Regionalgeschichte. Bd. 6). Dike, Zürich/St. Gallen 2008, ISBN 978-3-03-751128-2.

Herausgaben
- Ignaz Paul Vital Troxler: Philosophische Rechtslehre der Natur und des Gesetzes mit Rücksicht auf die Irrlehren der Liberalität und Legitimität. Königshausen & Neumann, Würzburg 2006, ISBN 3-8260-3140-7.